# Garudinia acornuta
Garudinia acornuta är en fjärilsart som beskrevs av Holloway 1982. Garudinia acornuta ingår i släktet Garudinia och familjen björnspinnare. Inga underarter finns listade i Catalogue of Life.